# Dschinghis Khan

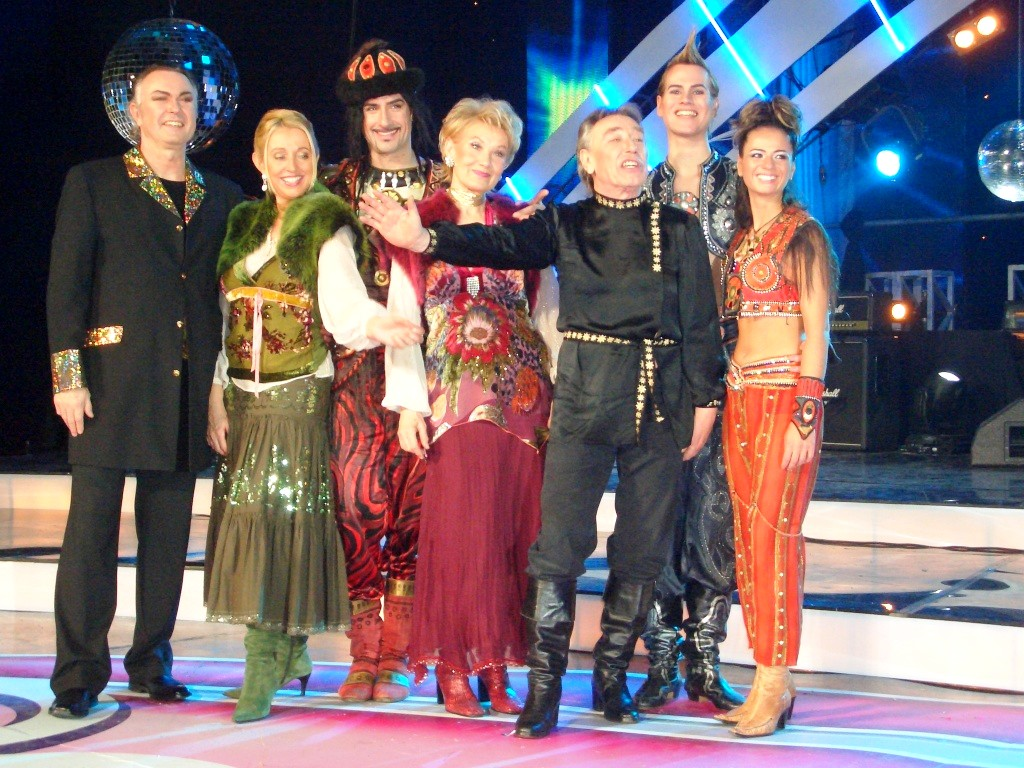
2005: Wolfgang Heichel, Henriette Strobel, Stefan Track, Edina Pop, Steve Bender, Daniel Käsling, Ebru Kaya

A Dschinghis Khan együttes 1979-ben alakult az NSZK-ban. Zenéjük az akkoriban népszerű eurodisco stílust képviselte. Az angol nyelvre koncentráló poppiacon németül előadott szerzeményekkel váltak népszerűvé főleg Európában és a Távol-Keleten. Repertoárjukat szinte kizárólag saját dalok alkották. Legismertebb slágerük a mongol nagykánról szóló Dschinghis Khan. Néhány angol nyelvű felvétel segítségével megkísérelték meghódítani az angol nyelvterület poppiacát is, de ott nem értek el igazán jelentős eredményeket. Az együttes tagsága 1981-ben hat főről ötre csökkent. 1986-ban feloszlottak, de később több kísérlet történt a csapat újjászervezésére. Az együttes tagja volt a magyar Mándoki László és Késmárky Marika is.

## Tagok
- Steve Bender (1946. november 2. – 2006. május 7. Egyes források szerint 1942-ben született.) 1981-ig volt az együttes tagja.
- Henriette Pauline Strobel–Heichel (1953. november 13. –)
- Wolfgang Heichel (1950. november 4. –)
- Leslie Mandoki (született: Mándoki László) (1953. január 7. –)
- Edina Pop (született: Késmárky Marika) (Pontos születési ideje bizonytalan: egy rajongói weboldal szerint 1941. február 4-én született, de az együttes 1979-es első lemezén 32 évesnek tüntették fel, ami 1947-es születési évnek felel meg.)
- Louis Hendrik Potgieter (1951. április 4. – 1993)

## Karriertörténet
Ralph Siegel, német zeneszerző Dschinghis Khan című szerzeményét (szövegíró: Bernd Meinunger) az NSZK 1979-ben versenydalként benevezte az Eurovíziós Dalfesztiválra. Siegelnek csupán néhány hét állt a rendelkezésére ahhoz, hogy a dal előadásához együttest toborozzon, valamint a tagok tökéletesen megtanulják a szöveget, a dallamot és a koreográfiát. A főként a Village People - akkoriban az egyik legsikeresebb diszkóegyüttes - mintájára alkotott zenekar neve ugyanaz lett, mint ami a szerzemény címe volt: Dschinghis Khan. A fesztiválon a csapat 4. helyezést ért el, ám az ő daluk lett a rendezvény egyetlen igazi világslágere. A formáció tehát együtt maradt, a Siegel–Meinunger-kettős pedig gőzerővel gyártotta számukra az újabb szerzeményeket. Az együttes 1979-ben megjelent első nagylemezéről nagy slágernek bizonyult a moszkvai olimpia tiszteletére írt Moskau. (Az NSZK végül nem vett részt az 1980-as olimpián.) További slágerek: Komm doch heim; Samurai; Rocking Son of Dschinghis Khan; Der Verräter. Ugyancsak 1979-ben jelent meg a Hadschi Halef Omar című kislemezük is.
A sikersorozat 1980-ban folytatódott a Viva című albummal, melyről a Rom című dal bizonyult különösen népszerűnek. Maga az album annyira kelendő volt, hogy a nagy sláger címére átkeresztelve, 4 bónuszdallal megtoldva, néhány hónap után újra kiadták. 1981-es LP-jüket (Wir sitzen alle im selben Boot) két kislemez, a mexikói hangulatú Pistolero és a Loreley harangozta be. Ezen az albumon dolgozták fel az ismert angol népdalt (What shall we do with the drunken Sailor?), amely akkortájt a holland Babe együttes változatában már kedvelt sláger volt Európa-szerte. Helden, Schurken & der Dudelmoser című 1982-es nagylemezükön valós és fiktív személyekről énekeltek (Rocky Marciano, Ivanhoe, James Bond, Pablo Picasso, Mata Hari, Billy, a Kölyök, Robinson Crusoe, Tut Ench Amun stb.), a lemezborító fotóin pedig mindegyik dalhoz stílusos kosztümökbe öltöztek. A nyugatnémet zenei új hullám, a Neue Deutsche Welle a Dschinghis Khant is háttérbe szorította. 1983-as albumuk, a spanyolos hangvételű Corrida már nem bizonyult annyira kelendőnek, mint a korábbi nagylemezeik. Két további kislemez (Himalaya, Mexico) megjelentetése után, 1986-ban feloszlottak.
A Dschinghis Khan magyarországi fellépéséről még sikereik csúcsán, a '80-as évek legelején szó esett, de a meghirdetett koncertet a magyar szervező lemondta. Csak jóval később derült ki, hogy állítólag a magyar hatóságok nem járultak hozzá Mándoki beutazásához, mivel a zenész annak idején illegálisan távozott az országból. A zenekart más hazai fórumokon is mellőzték: például amikor a Magyar Televízió műsorára tűzte a népszerű nyugatnémet zenés tévéshow, a Musikladen azon adásának felvételét, melyben a Dschinghis Khan is szerepelt, az együttes fellépését ismeretlen okokból kivágták a műsor anyagából, noha a program elején az ő nevük is elhangzott a közreműködők között. A Dschinghis Khan végül jóval később, a több tévétársaság összefogásával megvalósult kulturális műsorsorozat magyarországi részeként készült Szentendre rózsája című program keretében lépett fel nálunk, az NSZK képviseletében.
A zenekar újjászervezésére az évek folyamán több kísérlet történt. 1986-ban Leslie, Henriette és Louis két kislemezt készítettek, melyek Dschinghis Khan Family néven jelentek meg (A zenekar további tagjai: Jürgen Gronholz, Mike Toole és Christin Sargent-Brandt). Az elsővel (Wir gehör'n zusammen) pályáztak az Eurovíziós Dalfesztiválon való újabb részvételre – természetesen ismét nyugatnémet színekben –, de nem ők nyertek. Steve, Edina és Leslie a '90-es évek végén a japán televízióban szerepeltek. 2005. december 17-én Steve, Edina, Henriette és Wolfgang nagy sikerű koncertet adtak Moszkvában, melyen velük együtt fiatal táncosok is felléptek. 2006. július 15-én Edina, Henriette és Wolfgang Ulánbátorban léptek fel, s ott is nagy sikert arattak.
Louis 1993-ban AIDS-ben, Steve 2006-ban rákban hunyt el. Leslie zenei producerként dolgozik évek óta, néhány szólólemeze jelent meg, s lezárta életének a Dschinghis Khanról szóló fejezetét.

## Ismertebb lemezeik
(Németországi megjelenések. Zárójelben szerepel, ha más országban megjelent kiadványról van szó.)

### Kislemezek
- 1979 Dschinghis Khan / Sahara
- 1979 Genghis Khan / Desert Land (Anglia)
- 1979 Moskau / Rocking Son of Dschinghis Khan
- 1979 Moscow / Rocking Son of Dschinghis Khan (Anglia)
- 1979 Hadschi Halef Omar / Komm doch heim
- 1979 Israel, Israel
- 1980 Rom / Die Fremden
- 1980 Rome / The Strangers (Anglia)
- 1980 Machu Picchu (Japán)
- 1980 Samurai (Japán)
- 1981 Pistolero / Sierra Nevada
- 1981 Pistolero / Sierra Nevada (Anglia)
- 1981 Pistolero / Sierra Nevada (Spanyolország)
- 1981 Loreley / Windjammer
- 1981 Loreley (Anglia)
- 1981 Wir sitzen alle im selben Boot / Die Fremdenlegion
- 1981 What Shall We Do with the drunken Sailor (promóciós lemez)
- 1982 Klabautermann / Pablo Picasso
- 1982 Kaboutertjes / Pablo Picasso (Hollandia)
- 1982 Dudelmoser / Mata Hari
- 1983 Olé Olé / Corrida
- 1983 Corrida / Life Is Good, Life Is Scheen
- 1983 Auf der Straße nach Madrid / Olé, Olé
- 1984 Himalaya / Rocky Marciano
- 1985 Mexico / Rund um die Welt
- 1985 Mexico / Give Me A Sign (Anglia)

### Maxik
- 1979 Moskau / Rockin' Son of Dschinghis Khan
- 1979 Genghis Khan / Desert Land (Anglia)
- 1980 Rome / The Strangers (Anglia)
- 1981 What shall we do with the drunken Sailor / Michael
- 1985 Mexico / Rund um die Welt

### Remixek
- 1993 Huh Hah Dschinghis Khan / Rom
- 1999 The Story of Dschinghis Khan
- 1999 Moskau '99
- 1999 The Story of Dschinghis Khan, Part 2
- 2002 Dschinghis Khan (remixed by DJ Cornfield)

### Nagylemezek
- 1979 Dschinghis Khan
- 1980 Viva
- 1980 Rom (a Viva anyaga + 3 dal az első albumról + Hadschi Halef Omar)
- 1980 Greatest Hits (a Viva anyagával) (Japán)
- 1981 Wir sitzen alle im selben Boot
- 1981 Die Großen Erfolge (válogatás)
- 1982 Helden, Schurken & der Dudelmoser
- 1983 Corrida
- 1983 Star Portrait (válogatás)
- 1985 Star Gala (válogatás dupla albumon)

### CD-k
- Dschinghis Khan (Karussell)
- 1992 Greatest Hits (a Viva anyagával) (Japán)
- 1993 Huh Hah Dschinghis Khan
- 1993 Golden Best (Dél-Korea)
- 1994 Dschinghis Khan (az első sorlemez anyaga) (Oroszország)
- 1994 Best of Best (Japán)
- 1994 Dschinghis Khan (az első sorlemez anyaga) (Japán)
- 1995 Rom (a második sorlemez anyaga) (Oroszország)
- 1995 Wir sitzen alle im selben Boot (a harmadik sorlemez anyaga) (Oroszország)
- 1995 Helden, Schurken & der Dudelmoser (a negyedik sorlemez anyaga) (Oroszország)
- 1995 Die Großen Erfolge
- 1998 Die Großen Erfolge (3 CD-ből álló box)
- 1999 History of Dschinghis Khan
- 2001 Genghis Khan Non-Stop Best Hits (Japán)
- 2002 Star Collection (2 CD)
- 2003 In the Mix
- 2004 The Jubilee Album (Hits and Rarities) (limited edition)
- 2004 The Jubilee Album (Hits and Rarities)
- 2005 Best of Genghis Khan (Japán)
- 2006 Best of Genghis Khan (special edition) (Japán)
- 2007 7 Leben
- 2007 Hautnah – Die Geschichten Meiner Stars (Németország)

## Slágerlistás helyezések (kislemezek)
- Dschinghis Khan

Svájc: 1979. április 8-ától 9 hétig. Legmagasabb pozíció: 3. hely

Svédország: 1979. május 4-étől 9 hétig. Legmagasabb pozíció: 2. hely

Ausztria: 1979. május 15-étől 12 hétig. Legmagasabb pozíció: 8. hely

Norvégia: 1979. a 22. héttől kezdve 10 hétig. Legmagasabb pozíció: 3. hely

NSZK: 1979-ben 29. hétig. Legmagasabb pozíció: 1. hely
- Genghis Khan

NSZK: 1979-ben 4. hétig. Legmagasabb pozíció: 18. hely
- Moskau

Svájc: 1979. augusztus 5-étől 6 hétig. Legmagasabb pozíció: 11. hely

Ausztria: 1979. október 15-étől 4 hétig. Legmagasabb pozíció: 16. hely

NSZK: 1979-ben 30 hétig. Legmagasabb pozíció: 3. hely 
- Hadschi Halef Omar

NSZK: 1980-ban 18. hétig. Legmagasabb pozíció: 7. hely
- Rom

Ausztria: 1980. augusztus 1-jétől 2 hétig. Legmagasabb pozíció: 19. hely

Dél-Afrika: 1981. február 28-ától 5 hétig. Legmagasabb pozíció: 14. hely

NSZK: 1980-ban 28. hétig. Legmagasabb pozíció: 12. hely
- Pistolero

NSZK: 1981-ben 17. hétig. Legmagasabb pozíció: 15. hely
- Loreley

Svájc: 1981. augusztus 9-étől 2 hétig. Legmagasabb pozíció: 11. hely

NSZK: 1981-ben 22. hétig. Legmagasabb pozíció: 6. hely
- Wir sitzen alle im selben Boot

NSZK: 1981-ben 9. hétig. Legmagasabb pozíció: 44. hely
- Klabautermann

NSZK: 1982-ben 6. hétig. Legmagasabb pozíció: 37. hely
- Der Dudelmoser

NSZK: 1982-ben 4. hétig. Legmagasabb pozíció: 46. hely